# Siège de La Rochelle (1372)
Pour les articles homonymes, voir Siège de La Rochelle.
Guerre de Cent Ans
Batailles
Le siège de La Rochelle, ordonné par Charles V et commandé par le connétable Bertrand du Guesclin, débute le 22 juin 1372 par la bataille de La Rochelle et se termine le 23 août 1372.
En juin 1372, la ville est assiégée par les Français. La flotte anglaise de Jean de Hastings, comte de Pembroke est détruite par la flotte franco-espagnole lors de la bataille de La Rochelle, le roi de France ayant demandé l'appui du roi de Castille.
Le 15 août 1372, les Rochelais chassent la garnison anglaise de la ville grâce à une ruse du maire Jean Chaudrier. Ayant invité le capitaine de la garde anglaise, Philippe Mancel, à dîner, Jean Chaudrier profita du fait qu'il ne savait pas lire pour lui présenter un document marqué du sceau du roi d'Angleterre Édouard III, en prétendant que ce document lui ordonnait de procéder à une revue de ses troupes. Le stratagème abusa le capitaine qui fit sortir ses troupes sur la place, où les attendaient les Rochelais armés. Cependant, ils ne laissent pas entrer immédiatement le connétable Bertrand du Guesclin, désirant négocier leur retour dans le royaume de France contre une extension de leurs anciennes chartes. Le roi Charles V accepte finalement de confirmer les privilèges de la ville en novembre, lui donnant ainsi une grande indépendance vis-à-vis du pouvoir royal.
Les Rochelais laissent alors entrer Bertrand du Guesclin dans leurs murs le 23 août 1372, faisant de La Rochelle une ville définitivement française. Le château Vauclair, symbole de pouvoir, est néanmoins démoli à cette époque, et ses pierres servent à édifier la muraille du Gabut.